# Râul Valea Rea, Vaser
- Pentru alte râuri omonime, vedeți pagina de dezambiguizare Valea Rea.

Râul Valea Rea este un curs de apă, afluent al Vaserului. 

## Hărți
- Valea Rea pe Google Maps